# Eicosanoïde
Eicosanoïden zijn een verzameling lokaal werkende (paracriene) weefsel-hormonen die in het organisme worden aangemaakt op basis van essentiële vetzuren. De groep werd vroeger ook aangeduid met de term prostaglandinen, maar inmiddels worden ook de leukotriënen, de prostacyclinen en de tromboxanen tot deze groep paracriene hormonen gerekend. 
De naam eicosanoïden is afkomstig van het Griekse woord voor twintig (eikosi), wat verwijst naar het feit dat de molecuulstructuur van de verschillende soorten eicosanoïden is gebaseerd op een keten met een lengte van twintig koolstofatomen. 
Eicosanoïden worden gevormd uit meervoudig onverzadigde essentiële vetzuren, zoals arachidonzuur of eicosapentaeenzuur (EPA). De eerste stap in de biosynthese van eicosanoïden is het direct vrijmaken van in de celmembraan gebonden essentiële vetzuren door het enzym fosfolipase A2. Daarnaast kunnen ze ook indirect worden gesynthetiseerd uit membraan-gebonden vetzuren via fosfolipase C. Na deze (in)directe vrijmaking kunnen de verschillende vetzuren verder tot hormoon worden omgezet door een van de volgende drie enzymen: cyclo-oxygenase, 5-lipoxygenase of epoxygenase.
De nummering van eicosanoïden wordt gebruikt om het aantal dubbele bindingen aan te geven. De uit arachidonzuur aangemaakte prostaglandinen hebben twee dubbele bindingen, terwijl de leukotriënen er vier hebben. 
Eicosanoïden spelen een belangrijke rol bij ontstekingsprocessen en in het immuunsysteem.